# 오메가 (밴드)
오메가(헝가리어: Omega)는 1962년에 결성된 헝가리의 록 밴드로, 헝가리 역사상 가장 성공한 밴드로 평가받는다. 이들은 헝가리어와 영어로 20장 이상의 정규 음반을 발표하였다. 초기에는 멤버 교체가 여러 차례 있었으나, 1971년에 '클래식 라인업'이 확립된 이후 40년 이상 유지되었다. 보컬리스트 코보르 야노시는 1962년 결성 당시부터 2021년 사망할 때까지 밴드에 지속적으로 참여하였으며, 키보디스트 겸 보컬리스트인 벤쾨 라슬로 또한 1962년부터 2020년 사망 시점까지 활동하였다. 기타리스트 몰나르 죄르지와 베이시스트 미하이 터머시는 1967년에 합류하였고, 드러머 데브레체니 페렌츠는 1971년에 합류하였다. 오메가는 헝가리 문화에 기여한 공로로 여러 권위 있는 상을 수상하였다.

## 역사
오메가는 1962년 부다페스트에서 벤쾨 라슬로와 코보르 야노시가 결성하였으며, 트롬본 연주자 뱐쿠티 죄죄, 드러머 퀸스트러르 터머시, 색소폰 연주자 랑 페테르, 기타리스트 토르노츠키 페렌츠, 베이시스트 바르샤니 이슈트반이 함께 하였다.  이들은 모두 같은 문법학교 (중등학교) 출신으로 이전 밴드에서 함께 활동한 경험이 있었다. 첫 공연은 1962년 9월, 부다페스트 공과대학교에서 이루어졌다. 밴드는 초기 몇 년간 많은 멤버 교체를 겪었으며, 주로 영국 록 음악 커버곡을 연주하였다.
창립 멤버이자 보컬리스트인 코보르 야노시는 2021년 12월 6일, 코로나19에 감염된 후 78세의 나이로 사망하였다. 밴드의 매니저는 남아 있는 멤버들이 앞으로는 '오메가'라는 이름으로 활동하지 않을 것이라고 밝혔으나, 다양한 구성으로 헌정 공연은 열릴 수 있다고 전했다. 밴드의 60년 역사를 마무리하고 고인이 된 멤버들을 기리기 위해 남은 음악가들은 친구들과 함께 2022년 8월 12일부터 14일까지 3일간 열린 외리센트페테르 페스티벌에서 오메가 테스타멘툼 오케스트라라는 이름으로 공연을 펼쳤다.